# Хэ Вэньна
Хэ Вэньна́ (кит. упр. 何雯娜, пиньинь Hé Wénnà, род.19 января 1989) — китайская прыгунья на батуте, олимпийский чемпион и чемпион мира. По национальности — хакка.

## Биография
Хэ Вэньна родилась в 1989 году в городском уезде Лунъянь округа Лунъянь провинции Фуцзянь; её род уходит корнями в провинцию Гуандун. С 1998 года занялась прыжками на батуте, в 2007 году вошла в национальную сборную.
В 2005 году Хэ Вэньна стала чемпионкой 10-й Спартакиады народов КНР, а в 2007 выиграла чемпионат мира в составе команды. На Олимпийских играх 2008 года она завоевала золотую медаль, а в 2009 году вновь стала чемпионкой мира в командном составе (в личном первенстве завоевав серебряную медаль). В 2010 году Хэ Вэньна стала серебряным призёром Азиатских игр, в 2011 — золотым призёром (в личном и командном первенстве) чемпионата мира. На Олимпийских играх 2012 года Хэ Вэньна завоевала бронзовую медаль.